# 沙湖 (石嘴山)
沙湖位于中华人民共和国宁夏回族自治区石嘴山市平罗县的淡水湖，是中国国家5A级旅游景区，京藏高速公路西大滩匝道可达。
银川市南门汽车站和北门汽车站有开往沙湖的旅游专线车，车费10元，行程约1.5小时
平罗县有开往沙湖的公交车，车费一元